# لازارو بيريز خيمينيز
لازارو بيريز خيمينيز (بالإسبانية: Lázaro Pérez Jiménez)‏ هو كاهن كاثوليكي مكسيكي، ولد في 9 سبتمبر 1943 في Tizimín ‏ في المكسيك، وتوفي في 25 أكتوبر 2009 في مدينة مكسيكو في المكسيك.